# Dockstaån
Vattendrag i mellersta Ångermanland, Kramfors kommun. Längd ca 5 km, inkl. källflöden omkring 25 km. D. bildas av åarna Backeån och Markumån som rinner samman vid Dynäs nära Nyland ca 4 km nordväst om Docksta. Därifrån strömmar D. först österut, sedan mer åt sydost, och bildar strax före Docksta tätort en liten badsjö på ca 0,5 km², Gällstasjön. D. mynnar i Ullångerfjärden strax öster om Docksta.
I D. finns (2003) öring, flodkräfta samt amerikansk bäckröding (inplanterad).